# リカルド・トレパ
リカルド・オリヴェイラ・デ・ソウザ・トレパ（Ricardo Oliveira de Sousa Trêpa、1972年10月28日 - ）は、ポルトガルの俳優。映画監督のマノエル・ド・オリヴェイラの孫である。

## 経歴
1972年10月28日、ポルトに生まれる。2007年、『コロンブス 永遠の海』に出演。2009年、『ブロンド少女は過激に美しく』に出演する。

## フィルモグラフィー

### 映画
- クレーヴの奥方（1999年）
- わが幼少時代のポルト（2001年）
- 家路（2001年）
- 家宝（2002年）
- 夜顔（2006年）
- コロンブス 永遠の海（2007年）
- ブロンド少女は過激に美しく（2009年）
- ポルトガル、ここに誕生す〜ギマランイス歴史地区「征服者、征服さる」（2012年）
- 家族の灯り（2012年）